# L'amore è un giogo
L'amore è un giogo è un cortometraggio dell 2009 diretto da Andrea Rovetta e interpretato da Neri Marcorè, Cecilia Dazzi, Mattia Sbragia, Vanni Bramati e Stefano Fresi.

## Trama
Un uomo perde tutti i suoi averi durante una partita di poker ma poco gli importa poiché ha già perso quello che aveva di più caro, l'amore della sua vita.

## Riconoscimenti
- 2009 - David di Donatello.
  - Candidatura al David di Donatello per il miglior cortometraggio